# 海王生物工程
深圳市海王生物工程股份有限公司 （深交所：000078）是中国深圳证券交易所的一家上市公司，成立于1992年12月13日（一說1989年成立於深圳），业务范围包括：生产经营生物化学原料、制品、试剂及其它相关制品；开发生物化学产品和其他相关制品；自营进出口业务；预包装食品，乳制品；批发。公司总股本为65251.039万股（2010年）。1996年，海王研製出藥酒海王金樽，並於2002年推向市場。
公司总部位于深圳市南山区郎山二路北海王技术中心科研大楼1栋，法人代表为张思民。